# Colony (Alabama)
Colony es un pueblo ubicado en el condado de Cullman en el estado estadounidense de Alabama. En el censo de 2000, su población era de 385. 

## Demografía
En el 2000 la renta per cápita promedia del hogar era de $ 32.708$ , y el ingreso promedio para una familia era de 35.417$. El ingreso per cápita para la localidad era de 12.415$. Los hombres tenían un ingreso per cápita de 24.821$ contra 19.125$ para las mujeres.

## Geografía
Colony está situado en 33°56′42″N 86°53′58″O / 33.94500, -86.89944 (33.945011, -86.899465).
Según la Oficina del Censo de los EE. UU., la ciudad tiene un área total de 2.25 millas cuadradas (5.83 km ²).